# Olive Branch Petition
Olive Branch Petition je petice, která byla přijata druhým kontinentálním kongresem 5. července 1775 a podepsaná 8. července téhož roku. Název „Petice olivové ratolesti“ zdůrazňuje, že chce dosáhnout smír, a odkazuje k „olivové ratolesti“, kterou biblickému Noemovi přinesla holubice jako znamení, že potopa skončila (Gn 8,11). Byl to poslední pokus vyhnout se válce mezi Velkou Británií a třinácti koloniemi v Americe.

## Důvod vypracování petice
Kongres již povolil invazi do Kanady více než o týden dříve, ale petice potvrzovala americkou loajalitu k Velké Británii a prosila krále Jiřího III., aby zabránil pokračování konfliktu. Poté následovala 6. července „The Declaration of the Causes and Necessity of Taking Up Arm“, (Prohlášení o nezbytnosti chopit se zbraní). Rezoluci přijal druhý kontinentální kongres a vysvětluje, proč třináct kolonií vyhlásilo ozbrojený odpor, který nakonec vyústil v americkou revoluční válku. Konečnou verzi prohlášení napsal Thomas Jefferson a revidoval John Dickinson.
Londýn však petici podcenil a úspěch eventuální rebelie považoval za nepravděpodobný. V srpnu 1775 byly kolonie Londýnem formálně prohlášeny za vzbouřence dokumentem Proclamation of Rebellion, a petice Olive Branch Petition byla zamítnuta britskou vládou; král Jiří III. dokument dokonce odmítl číst, načež prohlásil kolonisty za zrádce.

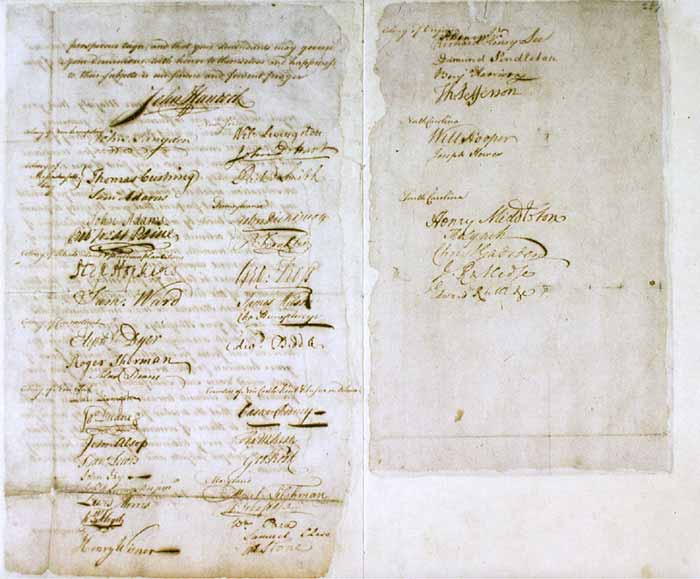
Scan originálu, podpisová stránka petice s výrazným podpisem Johna Hancocka nahoře

Druhý kontinentální kongres byl svolán v květnu 1775 a většina delegátů podporovala Johna Dickinsona ve snaze o smíření s králem Jiřím III. Poměrně malá skupina delegátů vedená Johnem Adamsem věřila, že válka je nevyhnutelná. Rozhodli se, že nejmoudřejší cestou je zůstat v klidu a čekat na vhodný čas na svolání milicí. Odklad dovolil Dickinsonovi a jeho skupině delegátů pokračovat v pokusu o smír.
Dickinson byl hlavní autor petice, ačkoli Benjamin Franklin, John Jay, John Rutledge a Thomas Johnson také pracovali v přípravném výboru. Dickinson tvrdil, že kolonie nechtějí nezávislost, ale chtějí jen spravedlivější obchodní a daňové předpisy. Chtěl, aby anglický král navrhl plán urovnání obchodních sporů a poskytl kolonistům volný obchod a daně, které se rovnají těm, které jsou uvaleny na obyvatele Velké Británie, nebo přísnou obchodní regulaci namísto daní. Úvodní odstavec dopisu uváděl dvanáct z třinácti kolonií, všechny kromě Georgie. Dopis byl schválen 5. července a podepsán Johnem Hancockem, prezidentem druhého kongresu, a zástupci jmenovaných dvanácti kolonií. Do Londýna byl dopis odeslán 8. července 1775. Dickinson doufal, že zprávy o bitvách u Lexingtonu a Concordu v kombinaci se „skromnou peticí“ přesvědčí krále, aby odpověděl protinávrhem nebo otevřeným jednáním.

## Příjem a odmítnutí
Adams napsal příteli, že petice nesplnila účel, že válka je nevyhnutelná a že kolonie již měly zorganizovat námořnictvo a zajmout britské úředníky. Dopis zachytili britští úředníci a zprávy o jeho obsahu dorazily do Velké Británie přibližně ve stejnou dobu jako samotná petice. Britští obhájci vojenské akce v Americe použili Adamsův dopis k tvrzení, že petice nebyla myšlena upřímně.
Penn a Lee poskytli kopii petice koloniálnímu tajemníkovi lordu Dartmouthovi 21. srpna, poté následoval originál 1. září. Dne 2. září dostali tuto informaci: „Bylo nám řečeno, že protože jeho Veličenstvo petici neobdrželo, nebyla vydána žádná odpověď.“ Anglický král již 23. srpna vydal prohlášení o povstání Proclamation of Rebellion v reakci na zprávy o bitvě u Bunker Hill, prohlásil americké kolonie za povstalce a nařídil „všem našim důstojníkům… a všem našim poslušným a loajálním poddaným, aby se maximálně snažili vydržet a potlačit takovou vzpouru.“ Nepřátelství, které Adams předvídal, petici pro Londýn znevěrohodnilo a král na ni v podstatě reagoval ještě dříve než se k němu dostala.

## Důsledky
Odmítnutí Jiřího III. uvažovat o petici dávalo Adamsovi a dalším příležitost prosadit boj za nezávislost, protože krále považovali za neústupného člověka, kterého řešení stížností kolonistů vůbec nezajímá. Američané si uvědomili, že od tohoto okamžiku mají jen dvě volby: boj za úplnou nezávislost nebo úplné podřízení britské vládě. Situace se vyhrotila o několik měsíců později, nemalou zásluhu na tom měla také široce čtená brožura „Common Sense“.

## Poznámka
1. ↑  Common Sense (Zdravý rozum) napsal Thomas Paine a anonymně vyšla 10. ledna 1776. Obhajovala nezávislost na Velké Británii a povzbuzovala všech 13 kolonií k boji za svá práva. Byla čtena v hospodách a na místech různých setkání. V poměru k populaci kolonií v té době (2,5 milionu) byla nejvíce prodávanou a distribuovanou knihou v americké historii. Zůstává historicky nejprodávanějším americkým titulem a stále je vydávána. V tomto článku byl použit překlad textu z článku Common Sense na anglické Wikipedii.